# Scelio exaratus
Scelio exaratus är en stekelart som först beskrevs av Jean-Jacques Kieffer 1910.  Scelio exaratus ingår i släktet Scelio och familjen Scelionidae. Inga underarter finns listade i Catalogue of Life.